# Naturschutzgebiet Okental

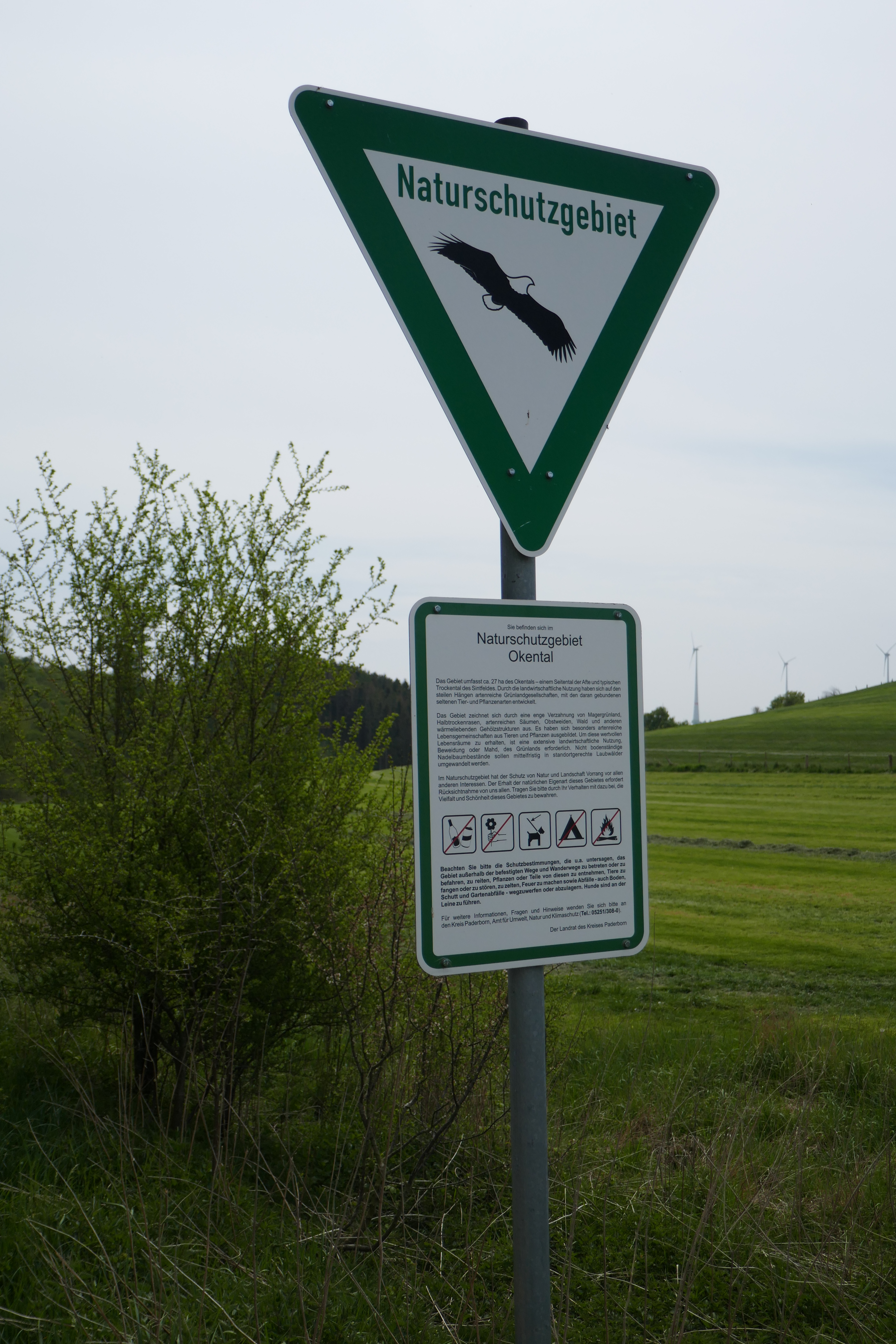
NSG-Schild

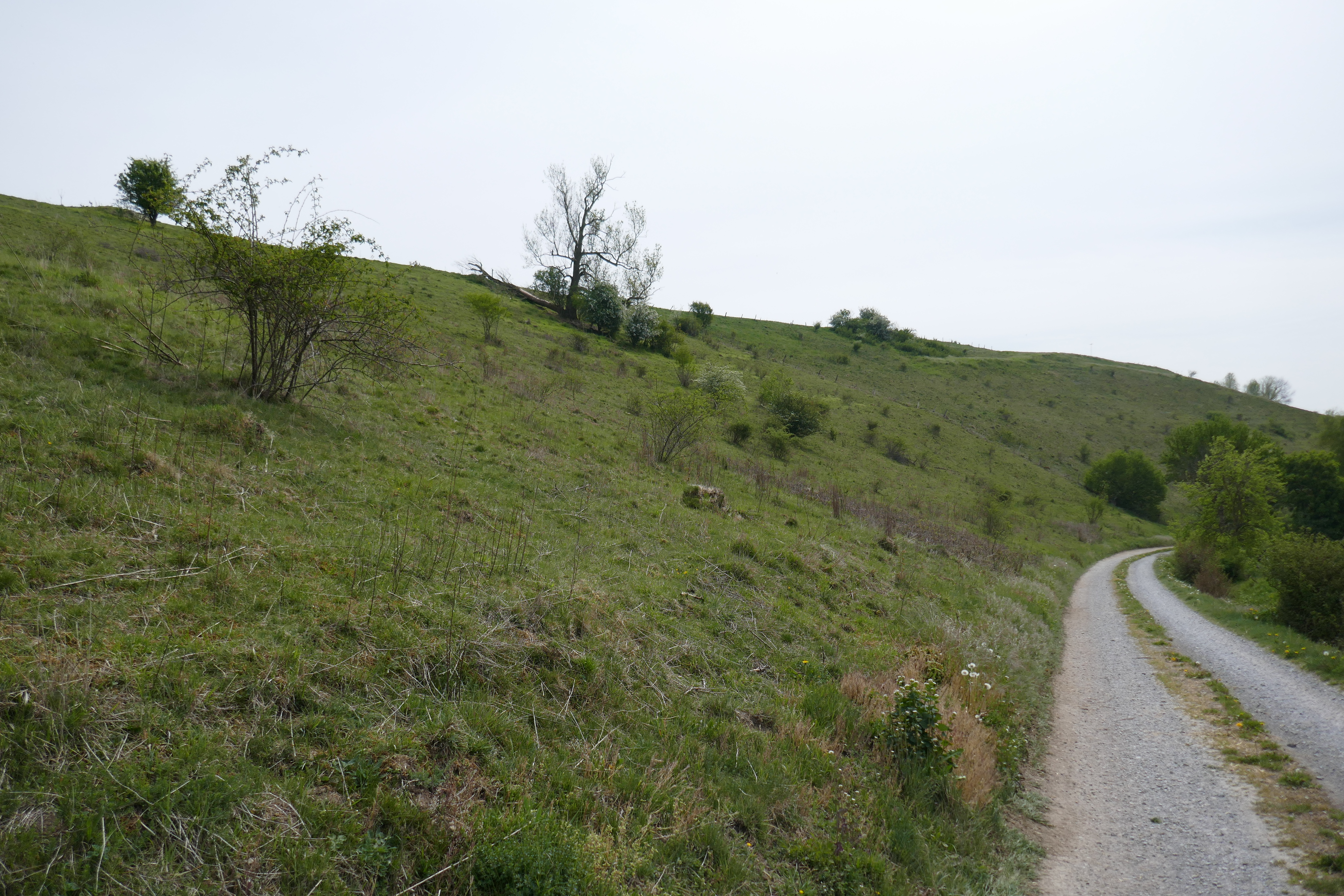
Magerrasen im NSG

Das Naturschutzgebiet Okental mit 26,93 ha Flächengröße liegt im Stadtgebiet von Büren im Kreis Paderborn. Das Naturschutzgebiet (NSG) wurde 2007 vom Kreistag mit dem Landschaftsplan Bürener Almetal ausgewiesen. Das NSG grenzt an Landschaftsschutzgebiete an.

## Beschreibung
Das NSG liegt nordwestlich von Hegensdorf bzw. nördlich der Landstraße L 549. Das NSG umfasst in einem typischen, reich strukturierten Trockentals des Sintfeldes Halbtrockenrasen, Magerweiden, wärmeliebende Gebüsche, kleinere Wälder, artenreiche Säume und Obstweiden. Von den Halbtrockenrasen sind teilweise nur noch Fragmente und Brachestadien vorhanden.